# Widerschein
Widerschein ist eine Ortslage in der bergischen Großstadt Solingen. 

## Geographie
Widerschein befindet sich im Solinger Stadtteil Wald, unmittelbar an der Grenze zur Nachbarstadt Haan zwischen Sonnenschein und Kotzert. Die Ortslage besteht aus nur wenigen Gebäuden entlang der nach dem Ort benannten Straße Widerschein. Sie befinden sich auf einer Anhöhe oberhalb des Ittertals auf etwa 200 Metern über NHN nördlich von Obenitter mit dem ehemaligen Freizeitpark Ittertal sowie Igelsforst und dem Itterstausee bei Lindersberg. Nördlich von Widerschein liegen Kotzerter Stöcken sowie Kamp, Schmachtenberg und Irdelen auf Haaner Stadtgebiet. Im Osten befinden sich Knynsbusch und der Zieleskotten mit dem Klärwerk Gräfrath des Bergisch-Rheinischen Wasserverbands. 

## Etymologie
Die Ortsbezeichnung Widerschein wird seit dem Jahre 1870 amtlich geführt. Das Wort bezeichnet das Gegenteil von Sonnenschein.

## Geschichte
Widerschein ist deutlich jünger als das benachbarte Sonnenschein. Der Ort ist als Einzelsiedlung erstmals in der Topographischen Aufnahme der Rheinlande von 1824 unbeschriftet verzeichnet. Die Preußische Uraufnahme von 1844 verzeichnet den Ort ebenfalls als unbeschriftetes Einzelhaus, die Topographische Karte des Regierungsbezirks Düsseldorf von 1871 verzeichnet den Ort hingegen nicht. Erst auf den Messtischblättern von 1893 bis 1895 ist der Ort als Wiederschein verzeichnet. Die Schreibweise des Ortes wandelte sich bis spätestens in die 1950er Jahre hinein hin zu Widerschein ohne e.
Der Ort gehörte zur Anfang des 19. Jahrhunderts gegründeten Bürgermeisterei Wald, dort lag er in der Flur I. (Wittkull). Die Gemeinde- und Gutbezirksstatistik der Rheinprovinz führt den Ort 1871 mit einem Wohnhaus und sechs Einwohnern auf. Im Gemeindelexikon für die Provinz Rheinland von 1888 werden für Wiederschein ebenfalls ein Wohnhaus mit sechs Einwohnern angegeben. 1895 besitzt der Ortsteil ein Wohnhaus mit zwei Einwohnern, 1905 werden ein Wohnhaus und acht Einwohner angegeben.
Mit der Städtevereinigung zu Groß-Solingen im Jahre 1929 wurde Widerschein ein Ortsteil Solingens. 